# Beleg van Carthago

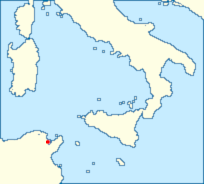
De locatie van Carthago

De Belegering van Carthago was het belangrijkste gebeuren in de Derde Punische Oorlog tussen Carthago en de Romeinse Republiek. De belegering startte tussen 149 en 148 v.Chr. en eindigde in de lente van 146 v.Chr. met de plundering en de volledige vernietiging van de stad.
Nadat er een Romeins leger onder leiding van Manius Manilius geland was in Afrika in 149 v.Chr. gaf Carthago zich over en gaven als vredesgeschenken wapens en gijzelaars. Maar de Romeinen vroegen om de volledige overgave van de stad. Verrassend genoeg weigerde de stad, omdat ze het voordeel van de verdediging hadden.

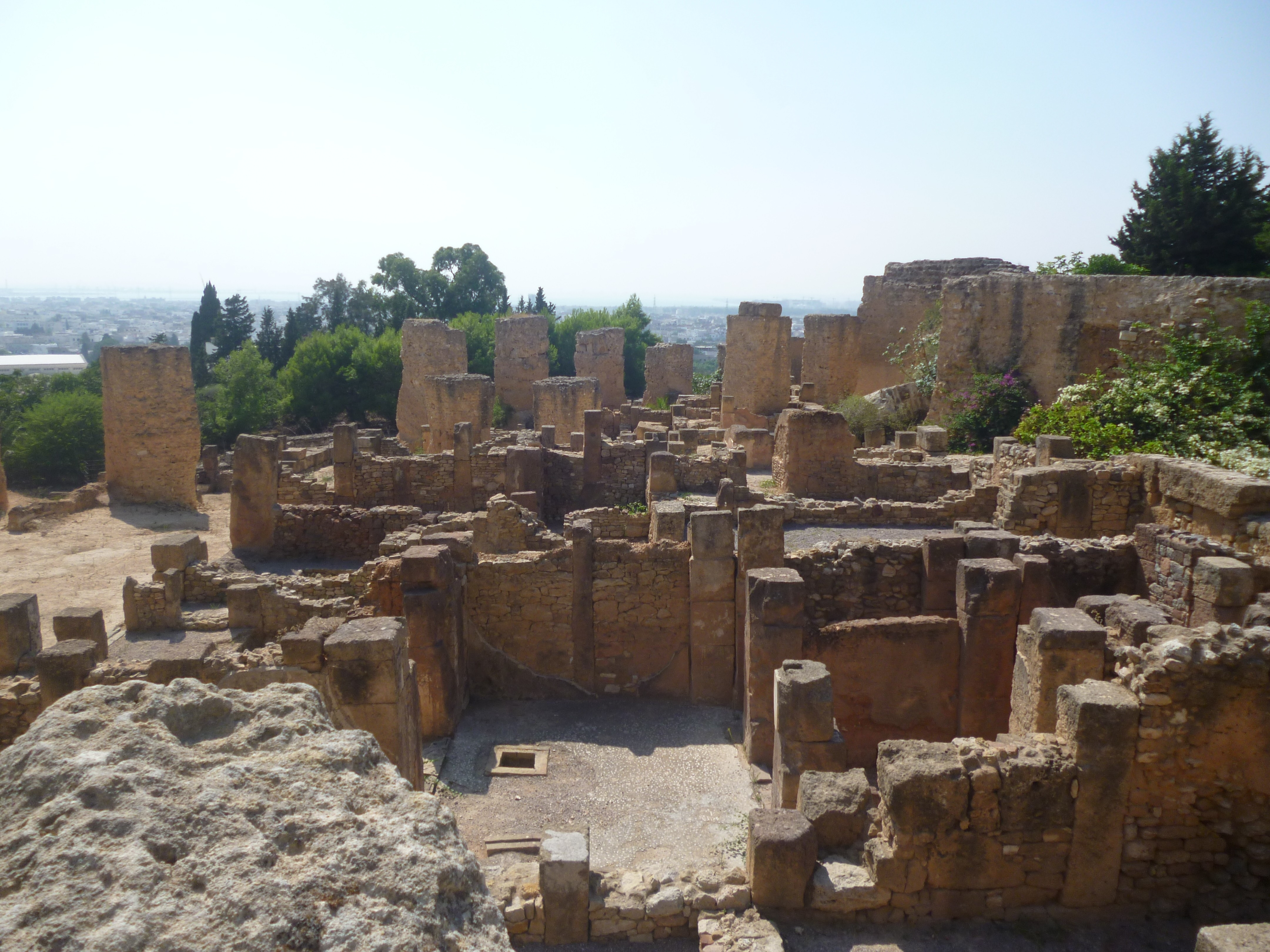
Archeologische site van Carthago

De Carthagers bemanden de stadsmuren en trotseerden de Romeinen, deze situatie bleef dezelfde voor twee jaar. In deze periode veranderden de 500.000 burgers en verdedigers achter de muren de stad in een wapenarsenaal. Ze produceerden dagelijks ongeveer 300 zwaarden, 500 speren, 140 schilden en meer dan 1.000 projectielen.
De Romeinen verkozen de jonge maar populaire Scipio Aemilianus als consul. Scipio bracht de discipline terug en versloeg de Carthagers bij Nepheris, en belegerden de stad nadat ze omwallingsmuren hadden gebouwd om de Carthaagse oogst te blokkeren.
In de lente van 146 v.Chr. namen Scipio en zijn troepen de Kothonmuur in Carthago in. Toen het daglicht aanbrak vielen 4.000 nieuwe troepen Byrsa aan, het sterkste deel van Carthago. Drie straten verder was het fort van Byrsa. De Carthagers en de Romeinen begonnen te vechten op de daken van de huizen en in de straten. De Romeinen gebruikten de gebouwen die ze hadden ingenomen als middelen om de volgende huizen in te nemen. Scipio kon Byrsa succesvol innemen, en hij stak de gebouwen in brand, wat leidde tot nog meer vernietiging en dood. Dit gevecht duurde zes dagen en nachten, tot de Carthagers zich overgaven. Naar schatting 50.000 overlevende burgers werden verkocht als slaven. Het land rond Carthago werd land van Rome, en werd verdeeld tussen lokale en Italische boeren.
Voor het einde van de slag vond er een dramatische gebeurtenis plaats: 900 overlevenden, vooral Romeinse deserteurs, hadden toevlucht gezocht in de tempel van Eshmun, in de citadel van Byrsa, hoewel die al in brand stond. Ze onderhandelden voor hun overgave, maar Scipio Aemilianus zei dat vergiffenis onmogelijk was, zowel voor Hasdrubal, de generaal die de stad verdedigde, als voor de overlopers. Hasdrubal verliet de citadel om zich over te geven en smeekte om genade (hij had Romeinse gevangenen gemarteld net voor het Romeinse leger). Naar verluidt kwam toen ook zijn vrouw met hun twee kinderen naar buiten, beschuldigde haar echtgenoot, en sprong met hen in het vuur dat door de deserteurs was aangestoken.
Daarna sprongen de deserteurs ook in de vlammen, waardoor Scipio Aemilianus begon te wenen. He reciteerde een zin van Homerus' Ilias, dat nu kon worden toegepast op het einde van Carthago. Scipio verklaarde dat het noodlot van Carthago ook ooit Rome zou treffen.
Scipio zou tranen gelaten hebben en openlijk gehuild hebben voor zijn vijanden, terwijl hij neerkeek op de stad die brandde en in het laatste stadium van haar volledige destructie zat. Nadat hij lang in gedachten was verzonken, realiseerde hij zich dat alle steden, naties en autoriteiten net als mensen hun noodlot zouden ontmoeten. Dit gebeurde ook bij Troje, eens een welvarende stad, bij het Medische rijk, het Assyrische Rijk, en het Perzische Rijk, de grootste van hun tijd, en bij het Macedonische Rijk, waarvan de glans nog recent was. Hij zei, misschien met opzet, misschien omdat de verzen hem ontsnapten:

"Er zal een dag komen dat het heilige Troje vernietigd zal worden,
en Priamus en zijn volk zullen verslagen worden."

En toen Polybius hem hierover aansprak, omdat hij vroeger zijn leraar was geweest, vroeg hij hem wat hij bedoelde met deze woorden. Men zegt dat hij hiermee zijn eigen land bedoelde. Polybius hoorde hem echt en vermeldde het in zijn boek.
Sinds de negentiende eeuw zeiden verschillende historici dat de Romeinen de stad omgeploegd hadden en de aarde gezout hadden nadat ze de stad vernietigd hadden, maar dit wordt niet ondersteund door oude bronnen. Sommige historici zeggen dat dit een eerste vorm van de moderne genocide was.